# Роберт Лей
Роберт Лей (нім. Robert Ley; 15 лютого 1890, Нідербрайденбах — 25 жовтня 1945, Нюрнберг) — рейхсляйтер, обергруппенфюрер СА (30.01.1937), завідувач організаційного відділу НСДАП, з 1933 року керівник Німецького робітничого фронту. Доктор філософії.

## Біографія

### Ранні роки. Перша світова війна
Роберт Лей народився 15 лютого 1890 року в сім'ї Фрідріха і Емілії Лей — великих рейнських землевласників, які загрузли в боргах. Навчався на хімічних факультетах університетів Єни і Бонна.
У перші дні Першої світової війни вступив добровольцем до армії. Спочатку служив в якості артилериста, потім став льотчиком. 29 липня 1917 року був збитий над Францією і потрапив в полон. В ході вимушеної посадки отримав важкі поранення, а також важкий струс мозку, пережив клінічну смерть, в полоні йому було зроблено декілька операцій (одну ногу спочатку хотіли ампутувати, проте зберегли, наклавши гіпс на 10 місяців).
У березні 1920 року повернувся до Німеччини, отримав докторський ступінь (дисертація по штучному каучуку) і влаштувався на роботу в хімічний гігант IG Farben в Леверкузені.

### Вступ в НСДАП
Лей вступив в НСДАП в 1923 році, незабаром після Пивного путчу. Незабаром, з 14 липня 1925 він стає гауляйтером землі Рейнланд-Південь. У 1928 році він стає членом Ландтагу Пруссії. В ході конфлікту Гітлера і Грегора Штрассера Лей відразу встав на сторону першого. Після цього його стрімкий кар'єрний ріст триває: в 1932 році він стає начальником організаційного відділу НСДАП, а в 1933 році — керівником робітничого фронту.

### На державній службі
Очоливши в травні 1933 року трудовий фронт, він за підтримки промисловців швидко заарештував усіх профспілкових лідерів: Лей став практично одноосібним лідером німецьких робітників, всі профспілки були розпущені, а їхня власність була конфіскована. У 1935 році він оголосив, що в Німеччині повністю відсутня класова боротьба.
На своєму посту Лей створив організацію «Сила через радість» (нім. Kraft durch Freude; скор. KdF), що займалася питаннями відпочинку робітників. KdF отримувала величезні урядові субсидії, для потреб середнього робочого Фердинандом Порше був спеціально розроблений перший Volkswagen (народний автомобіль). Однак мілітаризація примусила Лея згорнути соціальні програми.
У 1934 році Лей зробив спробу об'єднання гау (партійного округу) Верхня Баварія і Швабія: гауляйтером об'єднаного гау Верхня Баварія — Швабія повинен був стати гауляйтер Верхньої Баварії Адольф Вагнер, а його заступником повинен був стати гауляйтер Швабії Карл Валь. Але за підтримки Гітлера Валю вдалося зберегти самостійність.
Лей, сам будучи хронічним алкоголіком, оголосив першу загальнонаціональну кампанію по боротьбі з пияцтвом для економії сімейного бюджету.
Лей був одним з небагатьох соратників Гітлера, які до самого кінця зберігали вірність фюреру. Останній раз Гітлер і Лей зустрічалися 21 квітня 1945 року в фюрербункері в Берліні. Гітлер направив того в Баварію для «допомоги в організації там оборони».

### Після війни
Однак прибувши до Баварії Лей не вжив ніяких реальних дій по виконанню наказу фюрера, оскільки був роздратований тим, що Гітлер відмовляється покидати оточений Берлін і пішов в запій.
16 травня 1945 року ув'язнений союзниками і утримувався в Нюрнберзі в очікуванні процесу над головними військовими злочинцями в Міжнародному трибуналі, де був би одним з обвинувачених (проти нього були висунуті звинувачення за трьома пунктами — змова з метою ведення агресивної війни, воєнні злочини і злочини проти людства). Покінчив життя самогубством у в'язниці незабаром після пред'явлення обвинувального висновку до початку самого процесу, повісившись на каналізаційній трубі за допомогою саморобної мотузки з вузьких смужок тканини, на які він розірвав рушник. Незадовго до цього в розмові з тюремним психологом пригнічено зізнавався, що йому нічого не відомо про злочини, що перераховуються в пред'явленому йому обвинуваченні. У передсмертній записці він написав, що він не може більше виносити почуття сорому.
Рейхсмаршал Герінг про смерть Роберта Лея сказав:
Слава Богу! Цей б нас тільки осоромив. Це добре, що він мертвий. Я дуже боявся за поведінку його на суді. Лей завжди був таким розсіяним і виступав з якимись фантастичними, пихатими, пишномовності промовами. Думаю, що перед судом він влаштував би справжній спектакль. Загалом, я не дуже здивований. У нормальних умовах він спився б до смерті.

## Нагороди

### Перша світова війна
- Залізний хрест 2-го класу
- Нагрудний знак пілота-спостерігача (Пруссія)
- Нагрудний знак «За поранення» в сріблі

### Міжвоєнний період
- Почесний хрест ветерана війни з мечами
- Орден крові
- Німецький кінний знак
- Золотий партійний знак НСДАП
- Медаль «У пам'ять 1 жовтня 1938»
- Золотий почесний знак Гітлер'югенду з дубовим листям
- Орден «Святий Олександр» 1-го ступеня (Болгарія) (9 жовтня 1938)

### Друга світова війна
- Медаль «За будівництво оборонних укріплень» (23 листопада 1939 — один із шести перших нагороджених) — нагороджений особисто Адольфом Гітлером.
- Хрест Воєнних заслуг 2-го і 1-го (1941) класу
- Почесне кільце міста Відня (1942)

### Почесні звання
- Почесний сенатор Технологічного інституту Карлсруе
- Почесний громадянин Леверкузена і Гермескайля

## Галерея

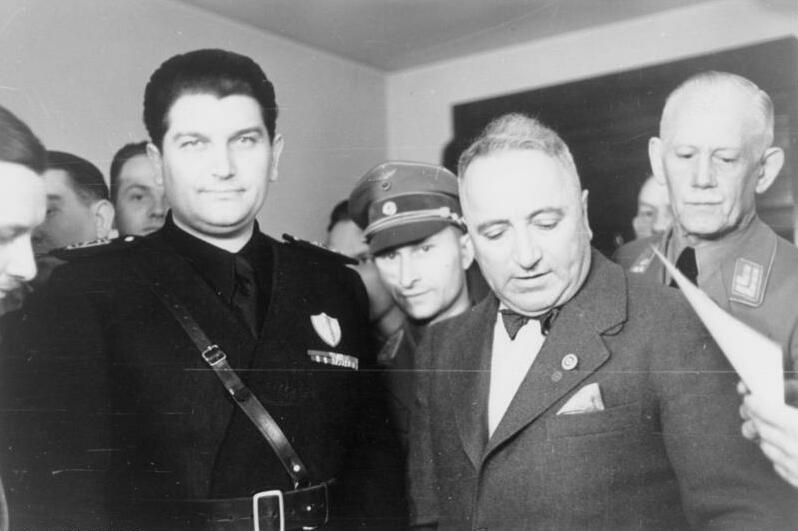
Роберт Лей (праворуч) з італійським міністром Тулліо Чіанетті (1936)
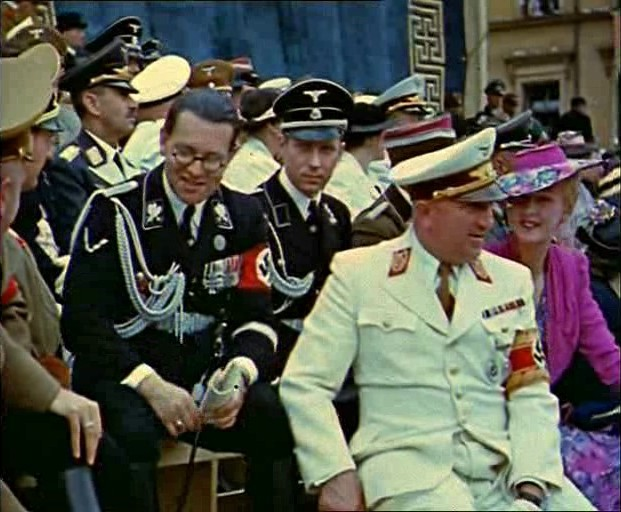
Роберт Лей (у білій фомі) із дружиною в Мюнхені (липень 1939)
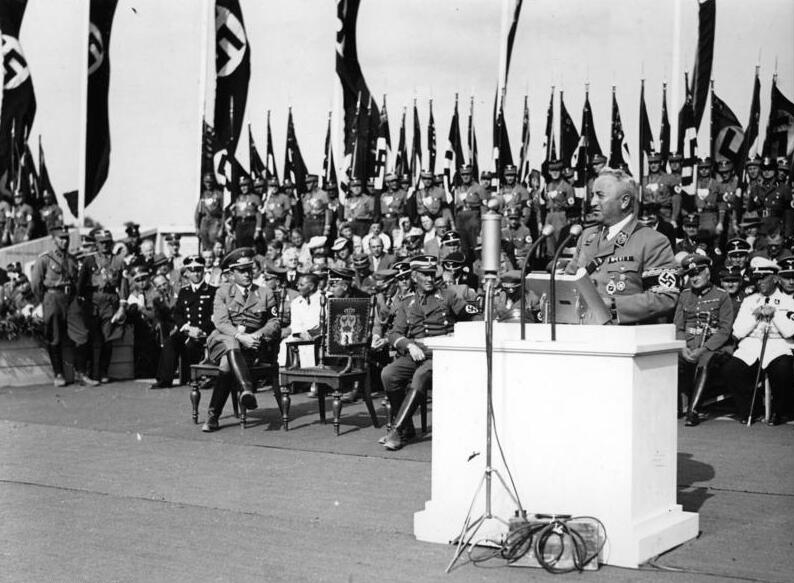
Лей виголошує промов із нагоди закладки фундаменту житлового будинку в Шарлоттенбург-Норді, Берлін (1 серпня 1939)
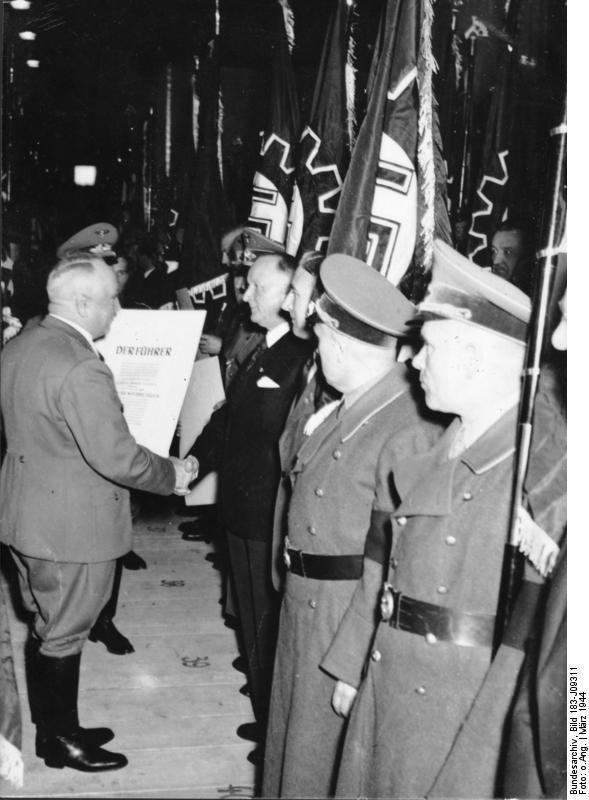
Лей вручає нагороди членам робітничого фронту (березень 1944)
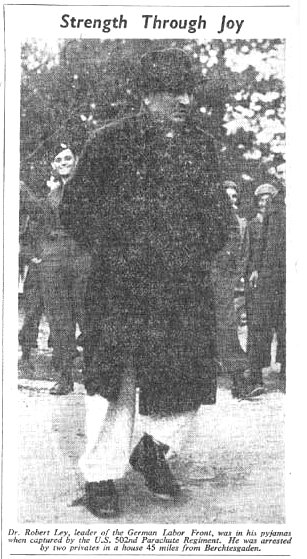
Лей під час арешту (травень 1945)